# 拉萨法诤

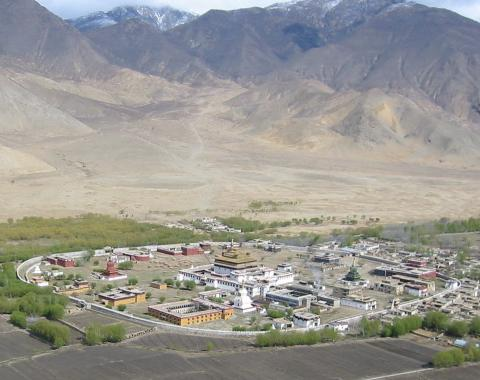
桑耶寺遠景

拉萨法诤，又称桑耶論諍、拉薩僧諍、顿渐之诤、吐蕃僧諍記，是发生於赤松德赞在位期间（大約西元792-794年）在拉薩桑耶寺舉行的法義辯論，爭論的焦點是大乘修行成佛是漸修、廣行菩薩道，還是無修頓悟。此事對後來藏传佛教的發展有重大影響。
赤松德赞亲政之后，从天竺请来莲花生、寂护等僧人，将佛教首次引入吐蕃。这些天竺僧人都是中观学派僧人，度化了第一批吐蕃人出家，并开始了有组织的佛经翻译。后来吐蕃攻陷沙州（今敦煌一带）之后，从沙州俘获了大量唐朝的禅宗僧人，赤松德赞也将他们安排在拉萨翻译佛经。

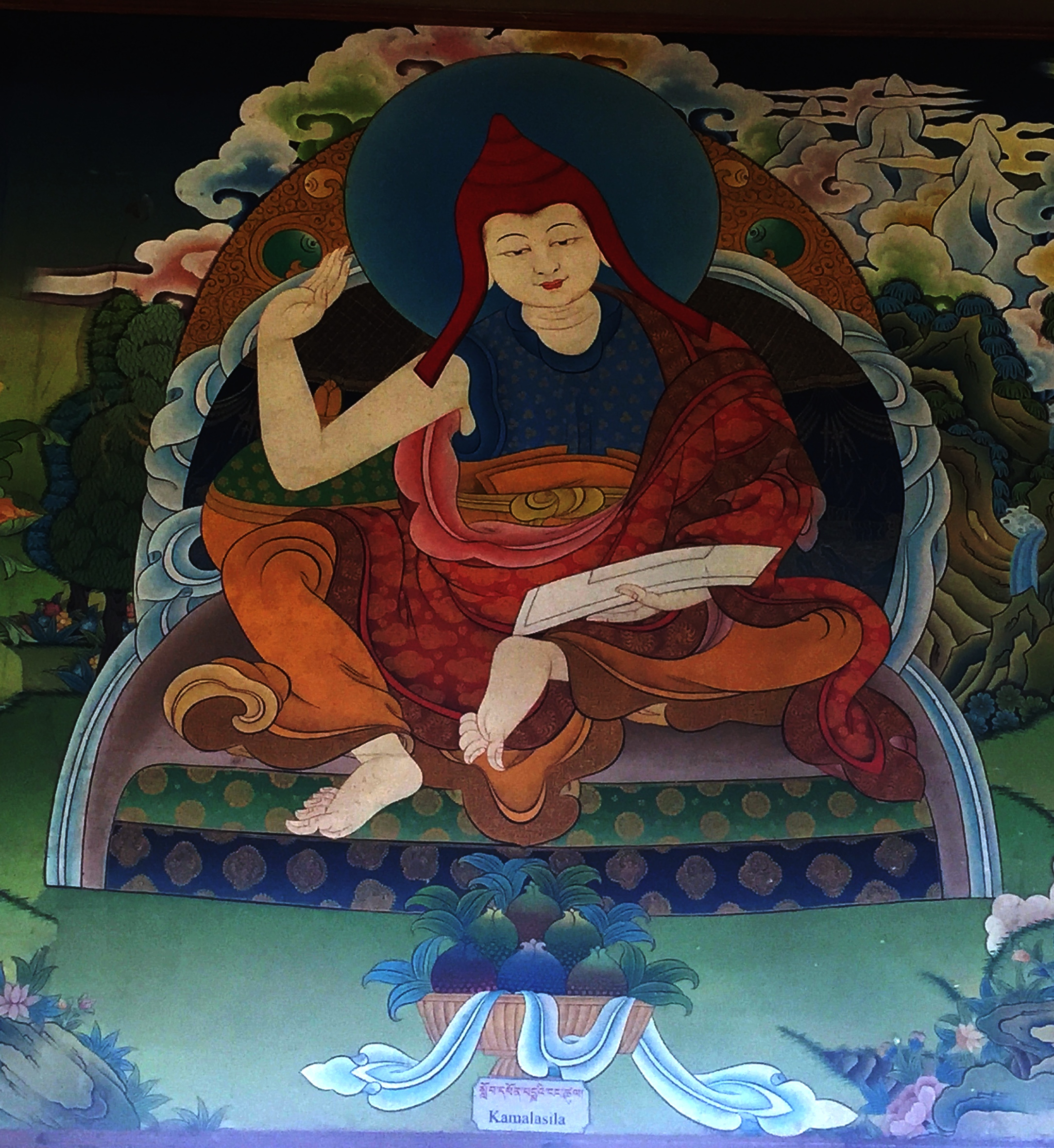
莲花戒畫相

相对于中观学派，禅宗接近如來藏思想简洁明瞭，講求頓悟，見性成佛，因而获得了大量的信众，赤松德赞的王妃没庐萨墀洁莫赞（法名绛求洁赞）也支持禅宗。相对地，天竺中观学派的传播受到巨大冲击。最终双方互相攻击诋毁，达到水火不相容的局面。随天竺僧人寂护学佛法的人越来越少，于是天竺僧人奏请禁止禅宗的传播。而禅宗则奏请与天竺僧人辩论，落败者禁止在此地弘法。于是从792年开始，双方在桑耶寺举行长期的論議。两派辩论的主要焦点是修行方法。天竺僧人的主要辩士是莲花戒，主张渐悟；唐朝僧人主要辩士是堪布摩诃衍，主张顿悟。吐蕃的两位重要大臣桂·墀桑雅甫拉和恩兰·达扎路恭，分别支持中观学派和禅宗。

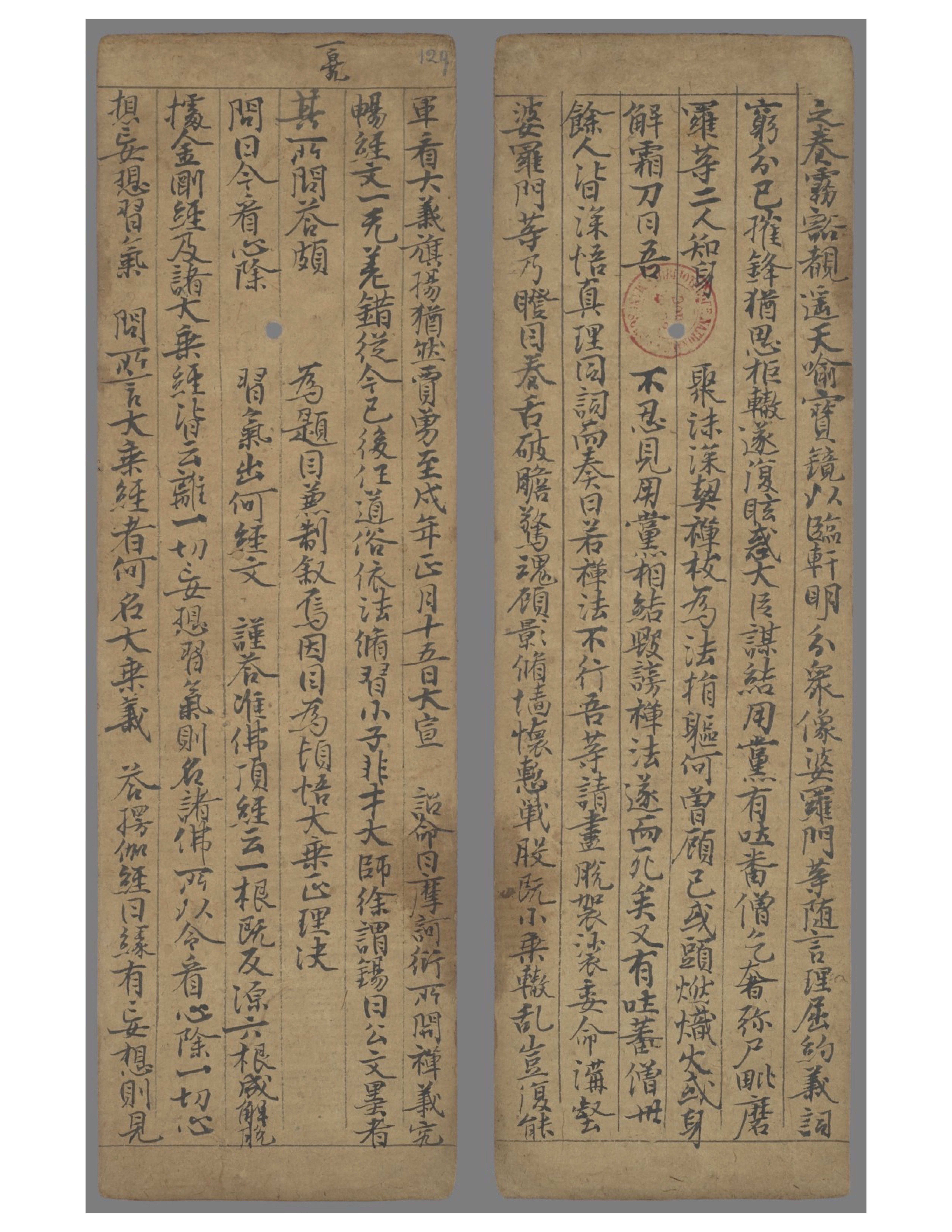
《頓悟大乘正理決》中說：「至戌年正月十五日，大宣詔命曰：摩訶衍所開禪義，究暢經文，一無差錯。從今已後，任道俗依法修習。」

根據追隨天竺僧人出家的巴·賽囊之著作《巴協》：禪宗與中觀派经历了长达三年的辩论之后，結果摩訶衍辭窮敗北，退出拉薩。後世藏傳佛教史書大多採納與《巴協》相同的觀點，記載稱：赤松德赞宣布禅宗落败。来自天竺的佛法被吐蕃定为正统而加以弘扬，摩诃衍率领禅僧向天竺僧人献上花环之后主动离开了拉萨，返回唐朝。但是，敦煌出土的漢文禪宗文獻《頓悟大乘正理決》（794年）卻記載，摩訶衍獲得了勝利，禪宗被赤松德贊定為正統派系並得以弘揚。雖然學術界對此次辯論結果的看法不完全一致，但是一致同意：西藏貴族此後推崇印度中觀法，而非禪宗。
《巴協》中稱：赤松德贊斷然擯棄禪宗，唐朝僧人在此次諍論之後被全部驅逐出境，禪宗經典被集中埋在桑耶寺之下作了伏藏。根據《五部遺教》中《大臣遺教》的記載，赤松德贊並沒有對禪宗採取斷然擯棄的方式，而是採取客觀地進行評論，最終將中觀派定為正統。由於《五部遺教》提到了蒙古征服吐蕃的事，它應是13、14世紀的作品，偽托為蓮花生的伏藏。
禪宗對藏传佛教部分教派的教义有一定影響，例如寧瑪派的大圓滿教法以及大手印，可能是受到禅宗中頓悟的影响。 格魯派創始人宗喀巴是中觀派，所著的《菩提道次第廣論》止觀部分將摩訶衍稱為「支那堪布」，將其見解當成反面教材來評破。西藏寺廟每年會上演跳欠，大肚子的摩訶衍被村裡的孩子嘲笑。